# Tandfly

Tandfly (Phlogophora meticulosa) är en fjärilsart som beskrevs av Linnaeus 1758. Tandfly ingår i släktet Phlogophora, och familjen nattflyn. Arten är reproducerande i Sverige. Inga underarter finns listade.

## Bildgalleri

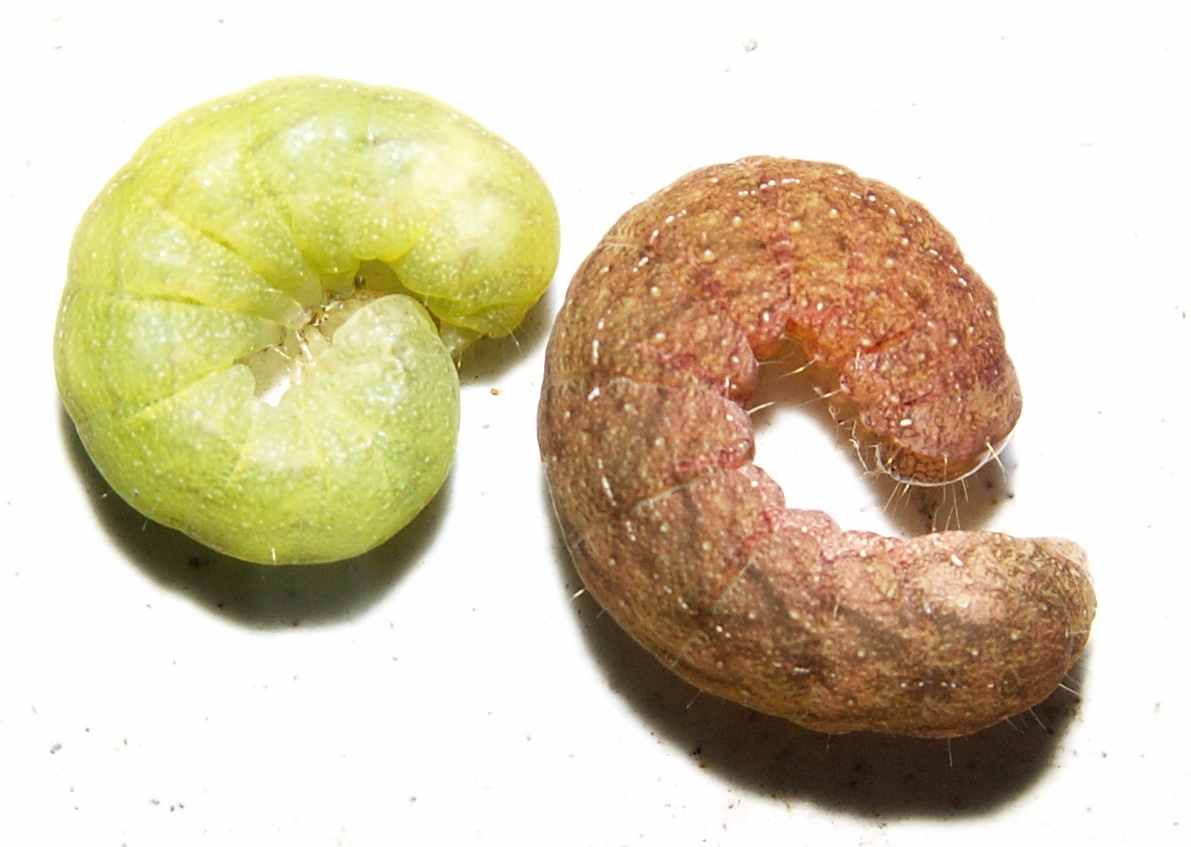
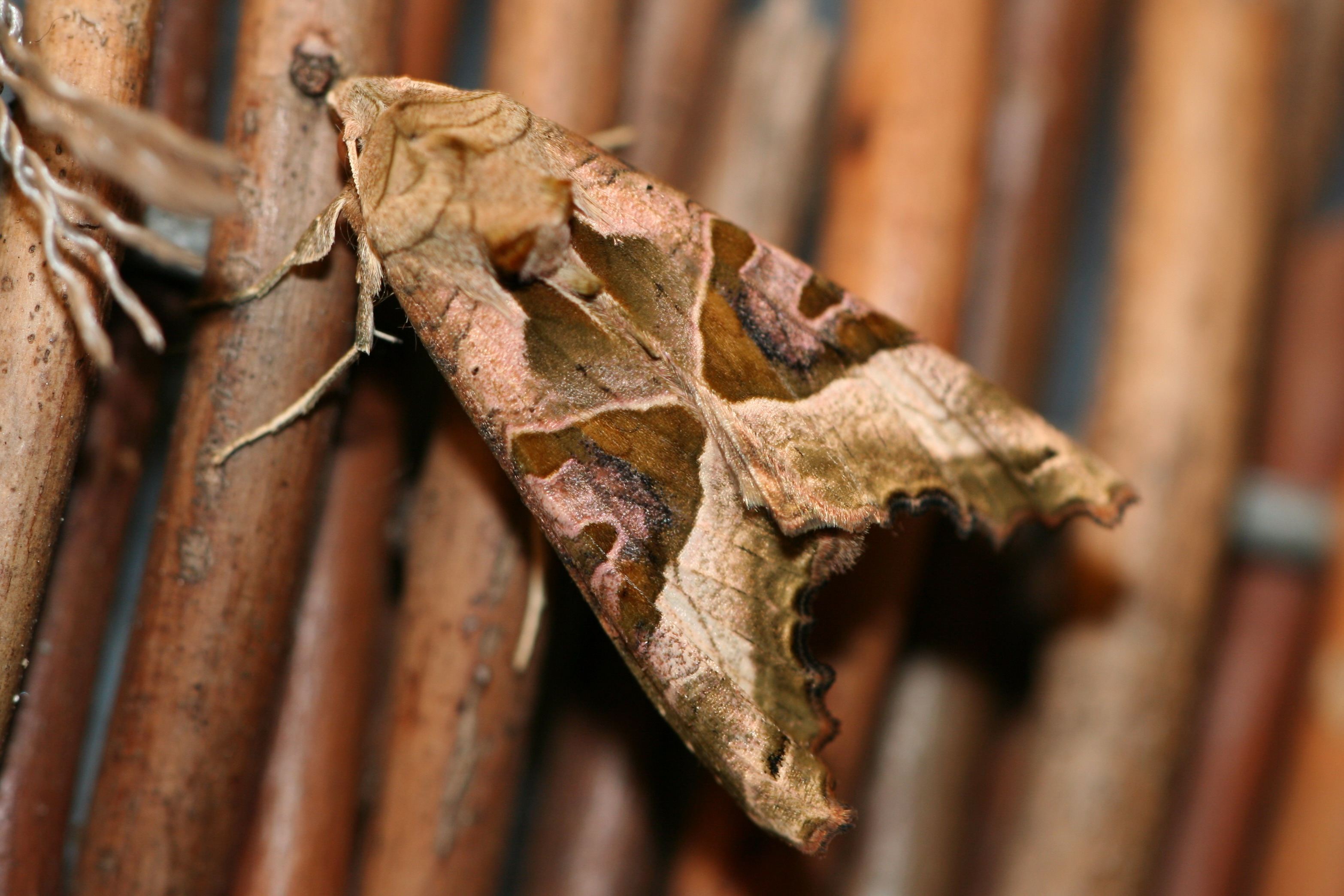
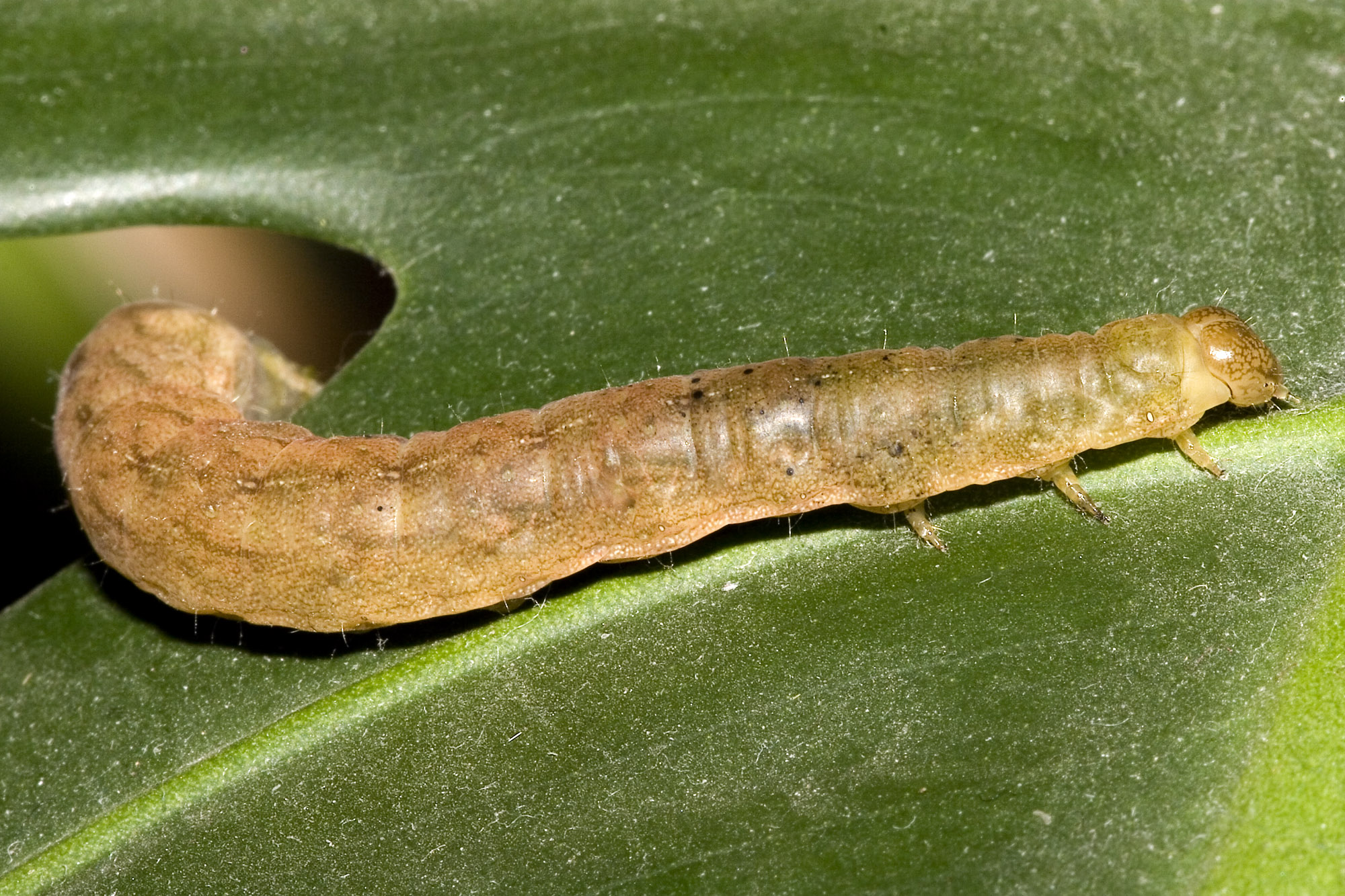
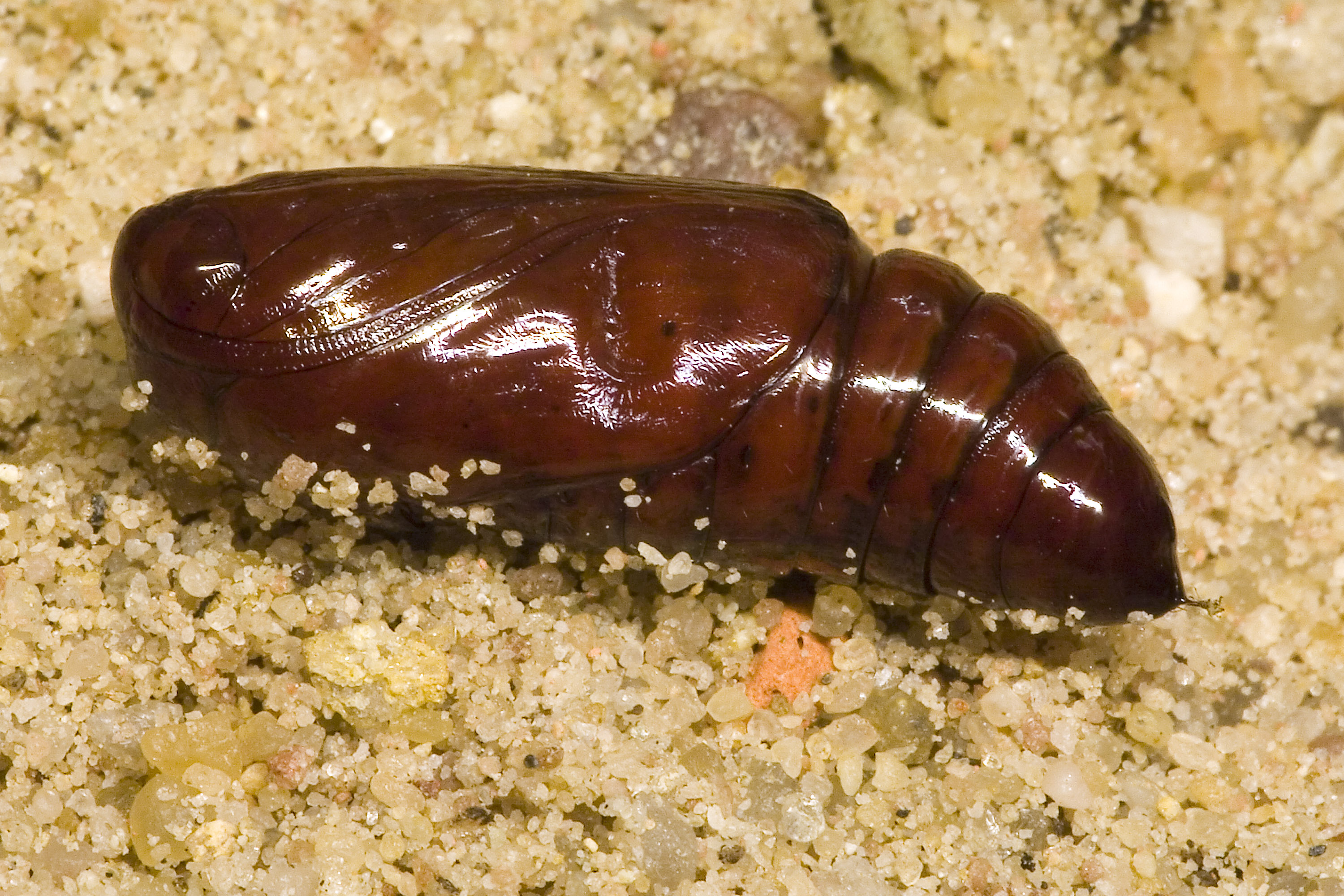
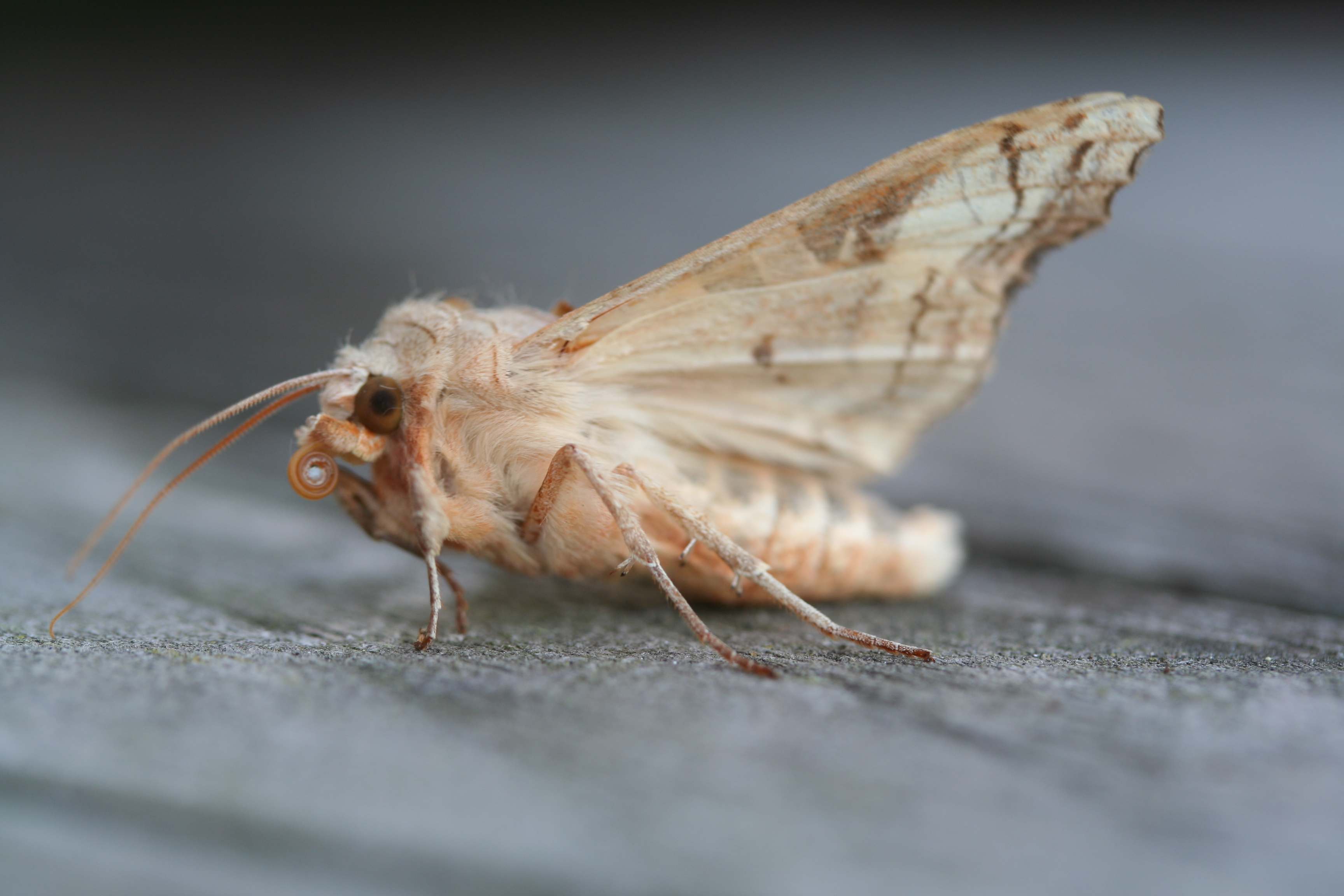
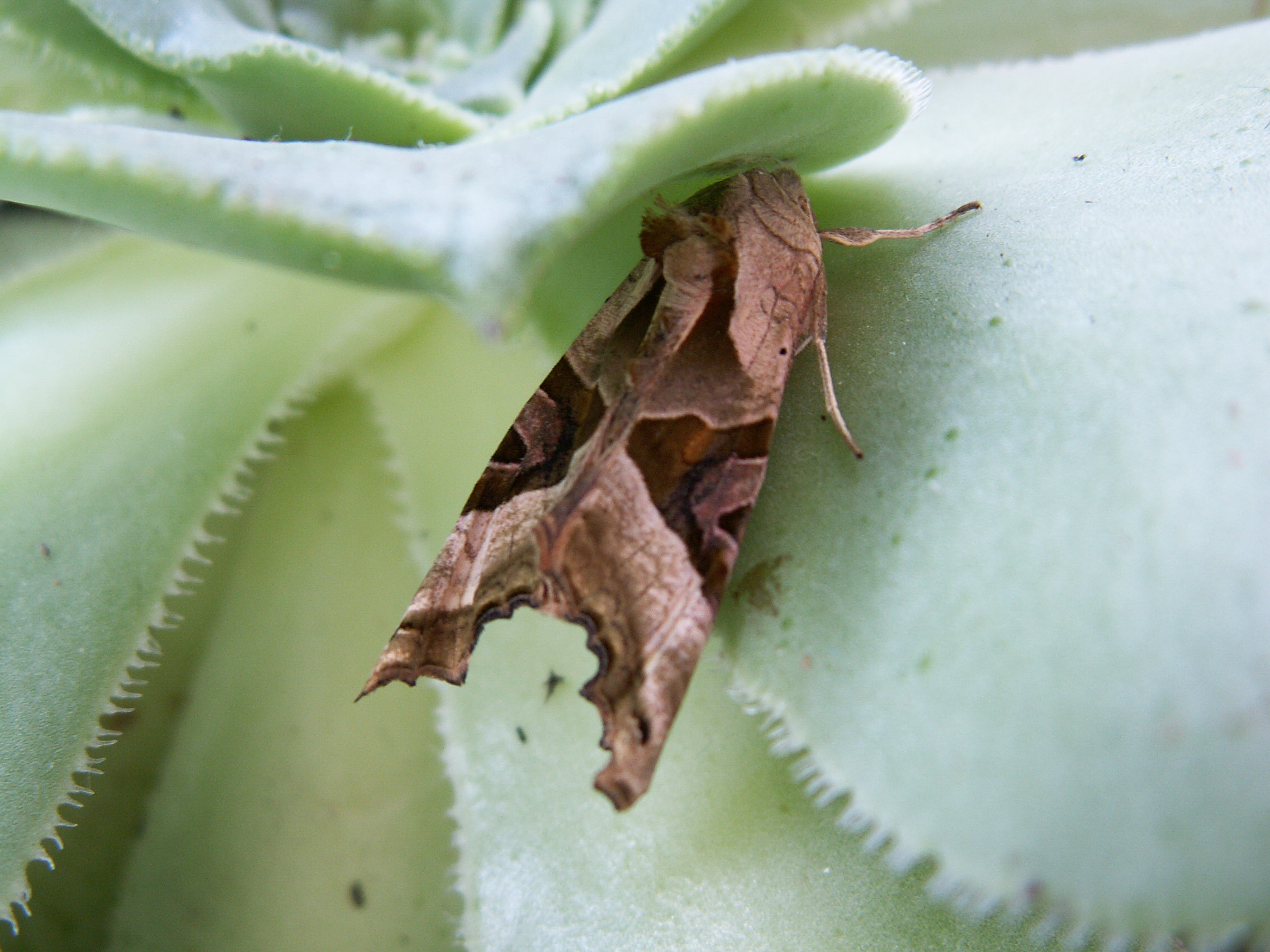